# ラトビア社会主義ソビエト共和国

ラトビア社会主義ソビエト共和国
Latvijas Sociālistiskā Padomju Republika (ラトビア語)
 Латвийская Социалистическая Советская Республика (ロシア語)

国の標語: Visu zemju proletārieši, savienojieties!（ラトビア語）
万国の労働者よ、団結せよ！国歌: Internacionāle（ラトビア語）
インターナショナル
ラトビア社会主義ソビエト共和国の地図（上部ピンク色）

ラトビア社会主義ソビエト共和国（ラトビアしゃかいしゅぎソビエトきょうわこく、ラトビア語: Latvijas Sociālistiskā Padomju Republika）はラトビア独立戦争中に結成された短命な社会主義共和国である。1918年12月17日に政治的、経済的、軍事的にウラジーミル・レーニンとロシア・ソビエト連邦社会主義共和国のソビエト連邦共産党政府を後ろ盾に成立を宣言した。政府の書記長となったのはペーテリス・スツカ (Pēteris Stučka) であった。

## 歴史
ラトビア社会主義ソビエト共和国の陸軍は、赤軍ラトビア狙撃団とその他の赤軍部隊であった。これらは現在のラトビアの領域を素早く占領、カールリス・ウルマニスの地域政府をリエパーヤ近郊の小さな地域に押し込めた。
スツカの政府は徹底的に共産主義の形式を導入し、失敗したイスコラト体制にかえて急進的政策方針を再開させた。いくつかの改革は最初は人気であり、政府が「ブルジョワジー」と呼んだ人々、すなわち有産階級、高所得者や中流階級の人たちからの財産没収のような改革が人気であった。しかしながら、農地の一方的な国有化の決定によって政権の田園地域への支援が徹底的に遮断されたため、都市経済に極度の影響を与えた。小百姓は政府の条件下での市民への食糧供給に承諾しなくなり、これが食糧の欠乏に致命打を与えた。リガの人々やその他の市民は飢えはじめ、無産階級の間と同様に不満が現れて広がる一因となった。田舎と都市の双方でおそらく責任は現政権の失敗にあると言い出した「反動」を探し出して、テロの波で一掃した。専横な革命法廷と冷酷女("銃女")はこのテロの波の中で忘れられないほど大きな存在となった。この時期、ラトビア人同士で密告しあうことも多かった。
連合国に支持されたラトビア共和国のウルマニス政府は、1919年の春、ドイツ義勇軍の支援で反撃を開始し、彼らは早急に失地を回復した。首都であるリガは1919年5月22日に再度占領され、ラトビア社会主義ソビエト共和国の領土は東ラトビアのラトガレの一部にまで減少した。ラトビア社会主義ソビエト共和国は、最終的にラトビア人とポーランド人の共同の軍によって1920年早期にはラトビア全土を失った。